# اسدآباد کنتوت
اسدآباد کنتوت روستایی واقع در دهستان سرچشمه بخش مرکزی شهرستان رفسنجان استان کرمان ایران است.

## جمعیت
بر پایه سرشماری عمومی نفوس و مسکن در سال ۱۳۹۵ جمعیت این روستا ۳۰ نفر (۹خانوار) بوده‌است.